# Iberesia barbara
Espèce
Synonymes
- Mygale barbara Lucas, 1846
- Nemesia barbara (Lucas, 1846)
- Nemesia vittipes Simon, 1911

Iberesia barbara est une espèce d'araignées mygalomorphes de la famille des Nemesiidae.

## Distribution
Cette espèce se rencontre en Algérie, au Maroc et en Espagne dans la province de Cadix,.

## Description
Le mâle décrit par Zonstein en 2016 mesure 11,75 mm et la femelle 19,20 mm.

## Systématique et taxinomie
Cette espèce a été décrite sous le protonyme Mygale barbara par Lucas en 1846. Elle est placée dans le genre Iberesia par Zonstein en 2016 qui dans le même temps place Nemesia vittipes en synonymie.

## Étymologie
Son nom d'espèce lui a été donné en référence au lieu de sa découverte, la Barbarie.

## Publication originale
- Lucas, 1846 : Histoire naturelle des animaux articulés. Exploration scientifique de l'Algérie pendant les années 1840, 1841, 1842 publiée par ordre du Gouvernement et avec le concours d'une commission académique. Paris, Sciences physiques, Zoologie, vol. 1, p. 89-271.